# 미콜라이우 집속탄 폭격
2022년 3월 13일, 2022년 러시아의 우크라이나 침공 중 러시아군은 집속탄으로 미콜라이우를 폭격, 9명의 민간인이 사망했다.

## 희생자 및 피해

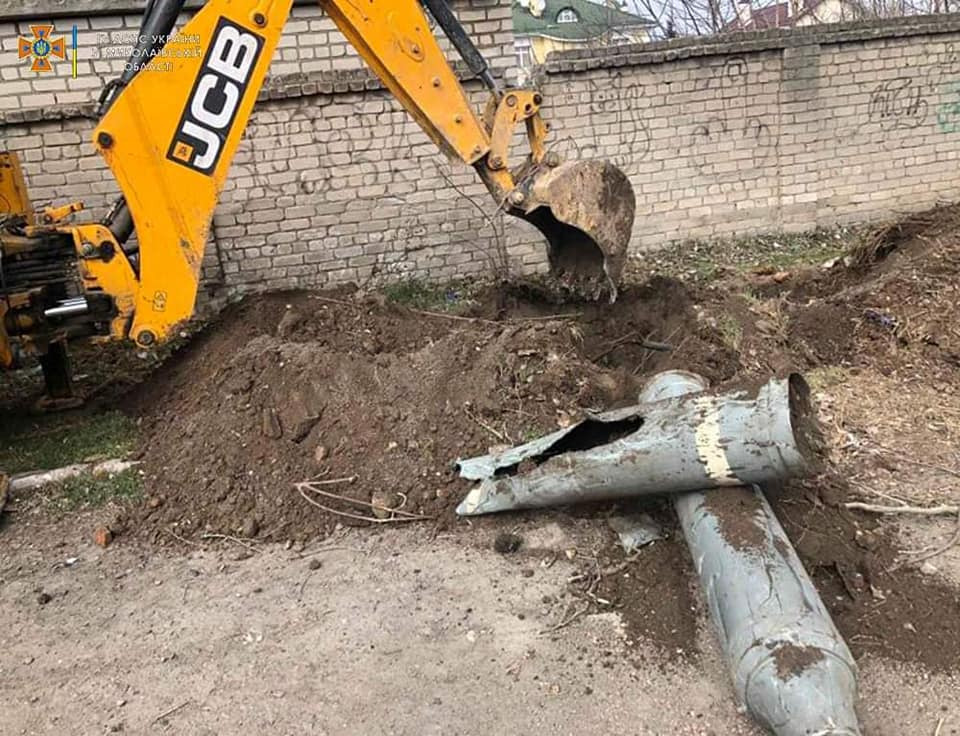
2022년 3월 14일 미콜라이우에서 폭발물을 처리하는 모습

이 공격으로 거리의 현금 인출기에서 줄을 서서 기다리던 9명의 민간인이 사망했다. 폭발로 가옥과 민간 건물이 피해를 입혔다. 휴먼 라이츠 워치는 사건을 분석한 결과 인구밀도가 높은 지역에 러시아군이 BM-30과 BM-27 집속탄을 사용한 것을 발견했다.

## 전쟁 범죄
본질적으로 무차별적인 집속탄의 특성으로 인해 휴먼라이츠 워치는 미콜라이우의 폭격을 러시아의 전쟁 범죄로 기술했다.

## 같이 보기
- 2022년 러시아의 우크라이나 침공 중 전쟁 범죄
- 마리우폴 병원 공습